# Bring on the Lucie (Freda Peeple)
〈Bring On the Lucie (Freda Peeple)〉는 1973년 음반 《Mind Games》의 존 레논이 작곡하고 공연한 민중가요이다. 이 노래는 1971년 후반부터 레논이 내셔널 기타를 획득한 후 코러스가 아닌 것으로 시작해 시작된다. 가사를 연습한 후, 이 노래는 단순한 정치적 슬로건에서 〈Imagine〉과 〈Power to the People〉과 같은 그의 초기 작품을 암시하는 완전한 표현으로 바뀌었다.